# Cabirops orbionei
Cabirops orbionei är en kräftdjursart som beskrevs av Roland Bourdon 1972. Cabirops orbionei ingår i släktet Cabirops och familjen Cabiropidae.
Artens utbredningsområde är havet utanför Sydafrika. Inga underarter finns listade i Catalogue of Life.